# Маловисковская городская община
Маловисковская городская община (укр. Маловисківська міська громада) — территориальная община в Новоукраинском районе Кировоградской области Украины.
Административный центр — город Малая Виска.
Население составляет 15325 человек. Площадь — 397,8 км².
Община создана 14 августа 2015 года, путём объединения территорий Маловисковского городского совета, а также Александровского, Палиевского и Первомайского сельских советов Маловисковского района. В 2020 году в общину также вошли Лозоватский, Мануйловский и Миролюбовский сельсоветы.

## Населённые пункты
В состав общины входит 1 город, 2 посёлка и 13 сёл:
- Город Малая Виска
  - Посёлок Вишневое
  - Посёлок Заповедное
  - Краснополка
- Александровский старостинский округ:
  - Александровка
  - Новониколаевка
  - Тарасовка
- Лозоватский старостинский округ:
  - Дымино
  - Лозоватка
- Мануйловский старостинский округ:
  - Лутковка
  - Мануйловка
- Миролюбовский старостинский округ:
  - Миролюбовка
  - Червоная Поляна
- Палиевский старостинский округ:
  - Весёлое
  - Палиевка
- Первомайский старостинский округ:
  - Валуевка